# 스타디오 안젤로 마시미노
스타디오 안젤로 마시미노(이전에는 스타디오 치발리)는 이탈리아 카타니아에 있는 다용도 경기장이다. 최근에는 칼초 카타니아의 축구 경기로 가장 많이 사용되고 있다. 경기장은 회사 소유의 엔지니어 안토니오 페로에 의해 회사의 이익을 위해 건축가 라파엘레 레오네에 의해 1935년에 건설되었다. 경기장은 카타니아의 전 회장 안젤로 마시미노 이후에 2002년에 이름 붙여졌다.
카타니아는 2007년 2월 14일부터 2007년 6월 30일까지 안젤로 마시미노에서 열리는 세리에 A 경기를 모두 금지되었다. 이건 2007년 2월 2일 경기장 바깥에서 벌어진 팔레르모 서포터들과 카타니아 서포터들간의 충돌로 한 경찰관이 죽으며 벌어진 결과이다.